# Tomás de la Peña
Arquitecto español del siglo XVIII natural de Orduña -Vizcaya-. En 1753 toma parte en las obras  de renovación del monasterio de San Clemente de Arbileta de Orduña -Vizcaya-. Rediseño junto a los maestros Antonio de Vega y Pedro de Gorbea  la fábrica actual del Santuario de Nuestra Señora de la Antigua de Orduña -Vizcaya- y ejecutará el retablo mayor barroco de la Iglesia de San Pedro de Menagarai -Álava-, todo ello como arquitecto religioso.
Como arquitecto civil dirigirá las obras de reedificación del ayuntamiento de Orduña en 1771-1773.
- Datos: Q16473485